# Westfield, Indiana

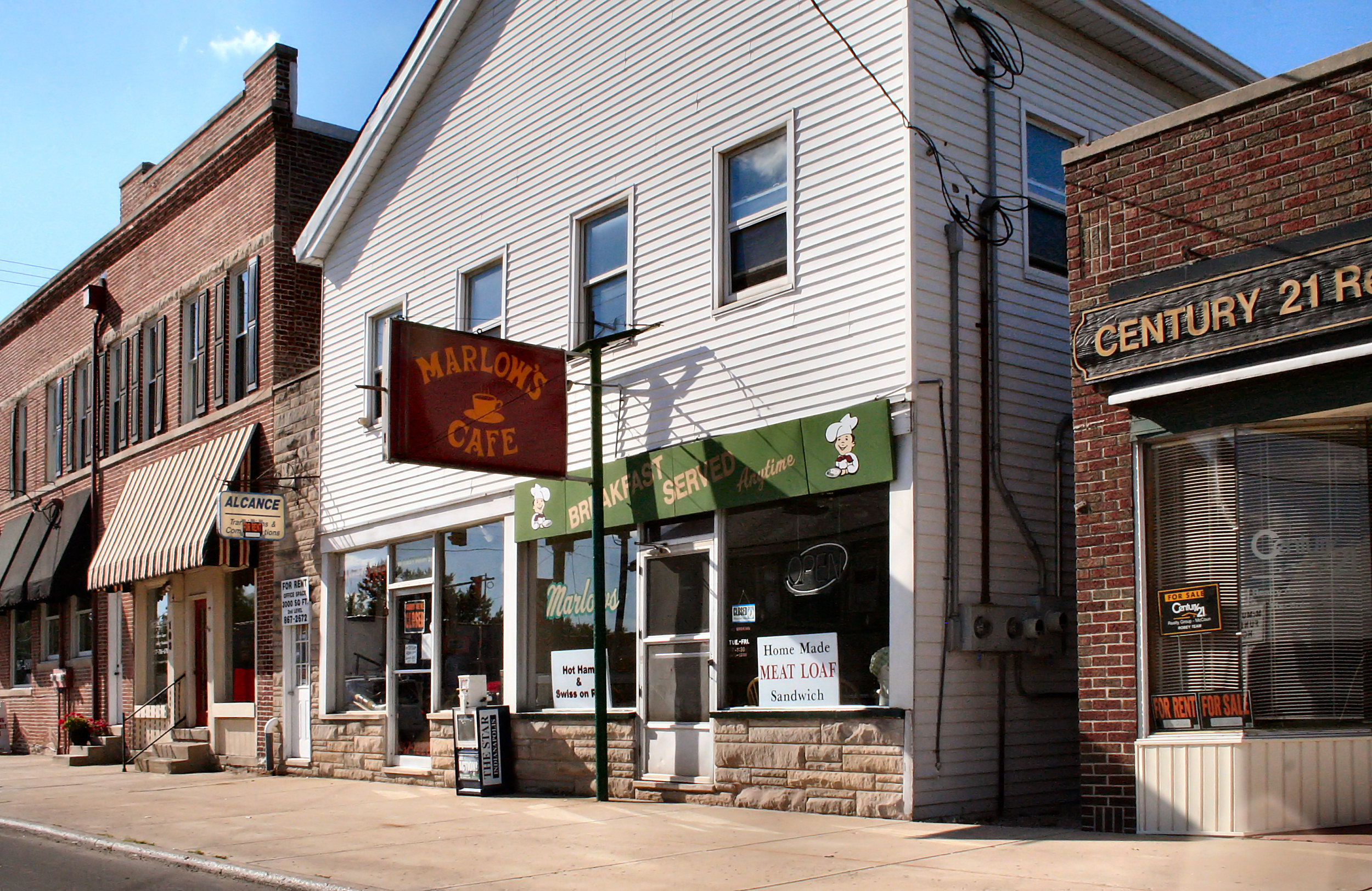
Centrul orașului

Westfield, Indiana este un oraș din comitatul Hamilton, statul Indiana, Statele Unite ale Americii. La recensământul din anul 2000, populația orașului era de 9.293 de locuitori.